# Furona egens
Furona egens là một loài bọ cánh cứng trong họ Cerambycidae.